# 직지사역
직지사역(Jikjisa station, 直指寺驛)은 경상북도 김천시 대항면 덕전리에 위치한 경부선의 역이다.  인근에 직지사가 있으며, 역 구내에 박해수 시인의 시 직지사역 시비가 있다.

## 역사
- 1925년 11월 1일 : 영업 개시[1]
- 1990년 2월 1일 : 배치간이역으로 격하
- 1990년 7월 1일 : 승차권 차내취급
- 2007년 6월 1일 : 여객취급 중지